# Calyptrochaeta haitensis
Calyptrochaeta haitensis là một loài rêu trong họ Daltoniaceae. Loài này được H.A. Crum & Steere Crosby mô tả khoa học đầu tiên năm 1974.